# Hasma
Hasma (Harsmar, Hashima) es un postre chino cuyo ingrediente principal son las trompas de falopio de las ranas, particularmente de las ranas asiáticas (Rana chensinensis). El Hasma es confundido a menudo con los sapos o con la grasa de las ranas, es por esta razón por la que se denomina a veces como "grasa de sapo" (en chino, 蛤蟆油; pinyin, há mǎ yóu). El término farmacéutico en occidente es Oviductus Ranae.

## Producción
El Hasma se produce fundamentalmente en las provincias de Heilongjiang, Jilin y Liaoning en China. Inicialmente sólo se encontraba disponible para los emperadores. Las sopas elaboradas con hasma están disponibles en algunas ciudades de Estados Unidos con grandes poblaciones de inmigrantes Chinos, de Taiwán y Hong Kong.